# Flockina von Platen
Flockina von Platen (14 de mayo de 1903- 26 de noviembre de 1984) fue una actriz de nacionalidad alemana.

## Biografía
Nacida en Słupsk, en la actual Polonia, tras cumplir con sus estudios de secundaria, tomó clases de actuación impartidas por Ilka Grüning y Lucie Höflich. En 1927 debutó como actriz teatral en la obra Theo macht alles, en el Barnowsky-Bühnen de Berlín, trabajando posteriormente en diferentes teatros de Berlín (Tribüne, Volksbühne) y realizando diferentes giras entre 1927 y 1933 por Sudamérica. 
Flockina von Platen debutó en el cine en 1919 con el film de temática criminal Der Dolch des Malayen. Sin embargo, su verdadera carrera cinematográfica se inició doce años más tarde con la película de Hans Steinhoff Die Pranke. Ella actuó junto a Heinz Rühmann en la comedia Strich durch die Rechnung, con Lilian Harvey en la película de Robert Siodmak Quick, en el romance de Douglas Sirk Das Hofkonzert, en Der große König, y en el film de propaganda Nazi de Hans Steinhoff Ohm Krüger. En 1945 dio por finalizada su carrera en el cine, habiendo actuado en un total de 17 producciones.
Flockina von Platen falleció en Berlín en el año 1984. Había mantenido una relación sentimental con Eugen Klöpfer, vicepresidente del Reichstheaterkammer, y miembro de la junta directiva de Universum Film AG.

## Filmografía (selección)
- 1919 : Der Dolch des Malayen
- 1931 : Die Pranke
- 1931 : Fräulein – falsch verbunden
- 1932 : Quick
- 1932 : Strich durch die Rechnung
- 1932 : Die Gräfin von Monte Christo
- 1933 : Was wissen denn Männer
- 1935 : Der Ammenkönig
- 1936 : Das Hofkonzert
- 1938 : Die kleine und die große Liebe
- 1939 :  Heimatland
- 1939 : Ein ganzer Kerl
- 1940 : Was will Brigitte?
- 1940 : Kora Terry
- 1940 : Nanette
- 1941 : Ohm Krüger
- 1942 : Der große König
- 1945 : Erzieherin gesucht